# 熊取町立北小学校
熊取町立北小学校（くまとりちょうりつ きたしょうがっこう）は、大阪府泉南郡熊取町にある公立小学校。

## 沿革
1981年に熊取町立中央小学校から分離新設する形で開校した。

## 主な進学先
- 熊取町立熊取北中学校

## 交通アクセス
- JR阪和線熊取駅
- バス停「希望が丘北」